# قلعه کهنه (رزمگاه)
قلعه کهنه رزمگاه مربوط به سدهٔ ۷ تا ۱۲ ه.ق است و در شهرستان فریمان، بخش قلندر آباد، روستای رزمگاه علیا واقع شده و این اثر در تاریخ ۲۳ شهریور ۱۳۸۲ با شمارهٔ ثبت ۱۰۱۸۲ به‌عنوان یکی از آثار ملی ایران به ثبت رسیده است.